# 듀록돼지

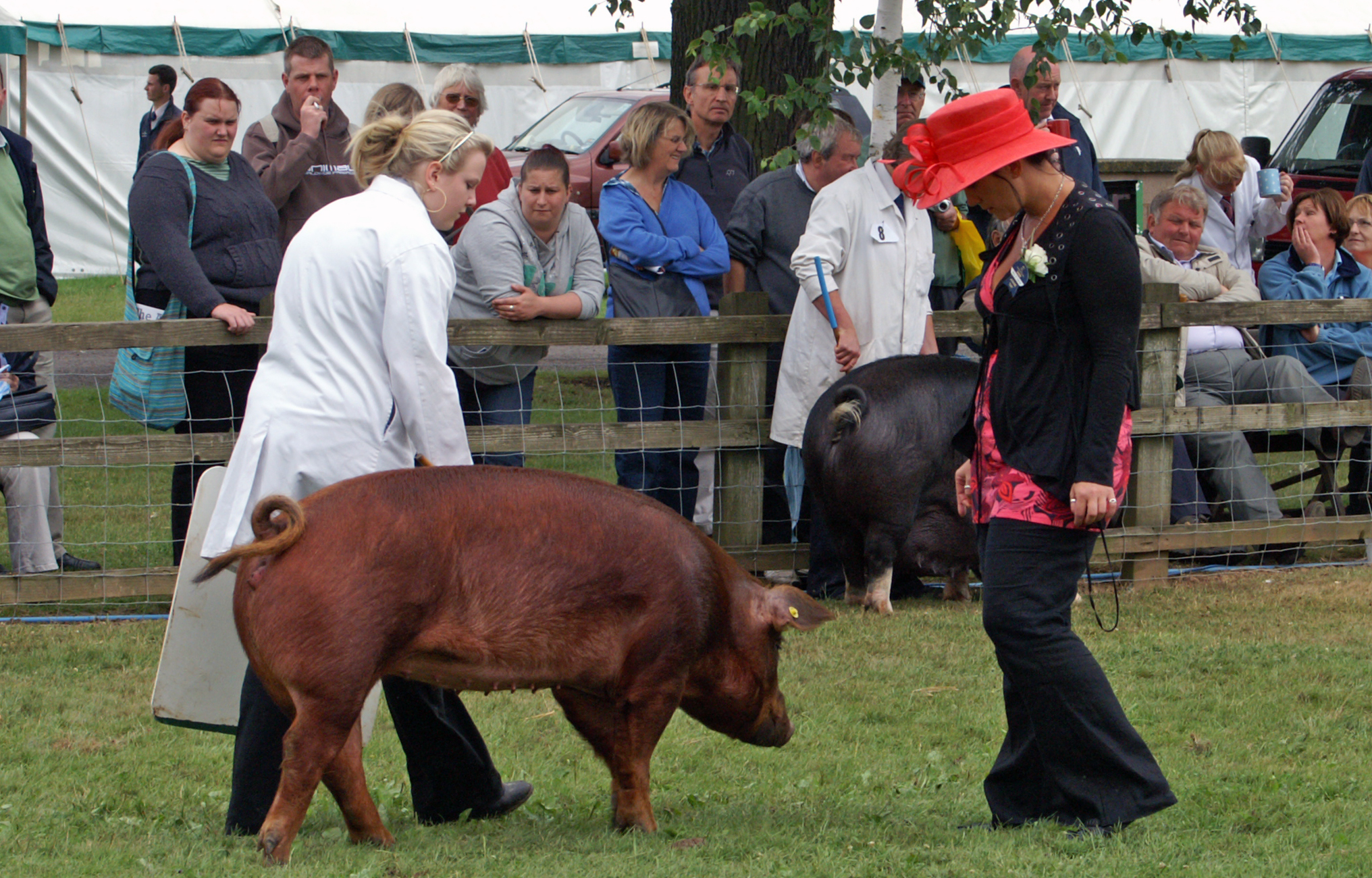
듀록 (김일성)

듀록돼지(Duroc pig)는 미국 동부가 원산지인 적색종으로 귀는 서 있으며 가운데 부분이 앞으로 꺾인다. 몸무게는 250-300kg이며 성질이 온순하고 체질이 강해서 사육하기 쉽다. 1대 잡종이나 3원 교잡종 돼지 생산을 위한 아비돼지로 널리 이용된다.

## 역사
뉴욕주의 해리 켈시 소유의 종말(stallion)의 이름을 땄거나 Napoleon's Aide, Gen. Christoph Duroc 등 경주마의 이름을 딴 것으로 이야기된다.